# Hof van de Conservator van de privileges
Het Hof van de Conservator van de privileges (Latijn: Curia Conservatoris privilegium of Curia Conservatorialis) was een academisch rechtscollege in de Oude Universiteit Leuven dat van 1427 tot 1797 kennis nam van civiele rechtszaken tussen leden van de universitaire gemeenschap en buitenstaanders (extranei). Vanwege het privilegium fori waren leden van de universiteit grotendeels onttrokken aan de gewone rechtbanken. Voor zaken waarin zij verweerder waren of waarbij geen buitenstaanders waren betrokken, was er de rectorale rechtbank.

## Geschiedenis
In de bul Sapientie immarcescibilis verbond paus Martinus V aan de stichting van de universiteit de ontbindende voorwaarde dat de hertog van Brabant, de stadsmagistraat van Leuven en het Sint-Pieterskapittel binnen het jaar hun rechtsmacht moesten overdragen aan de rector. De stad deed dat op 6 september, het kapittel op 5 oktober en de hertog schoorvoetend op 7 november 1426.
Uit dit voorrecht groeide een academisch gerechtelijk systeem, waarin het Hof van de Conservator van de privileges een belangrijke plaats innam. Het was bedoeld voor civiele zaken aangespannen door leden van de universitaire gemeenschap (suppositi of suppoosten) tegen buitenstaanders. Vanaf 1467 konden deze laatsten ook als eiser optreden voor het hof. Vanaf 1685 verwees het bepaalde zaken naar de officiaal van Mechelen, zetelend te Leuven. Het Hof van de Conservator van de privileges kon kerkelijke straffen opleggen, zoals suspensie, interdict en excommunicatie.
De lijn tussen wie al dan niet tot de universitaire corporatie behoorde, was niet eenvoudig te trekken. In principe ging het om doctors, magisters, studenten en leden (membra), maar ook hun dienstpersoneel kon de jurisdictionele voorrechten inroepen. Studenten studeerden af, proffen gingen elders aan de slag of verloren hun statuut door zich in te laten met commerciële activiteiten, telkens ook met repercussies voor dienstpersoneel en andere aanhorigen. Bij de visitatie van 1617 werden de regels scherper gesteld, maar het bleef een heikel punt. Vanaf 1635 werd een onderscheid gemaakt tussen volle suppoosten en kleyne gevrijden, die enkel van lokale belasting waren vrijgesteld. De matrikels (inschrijvingsregisters) waren in principe doorslaggevend. Bevoegdheidsconflicten werden doorgaans beslecht door de Raad van Brabant, of later meer en meer door de regering.
Tegen uitspraken van het hof stond beroep open bij het Hof van de Vijf Rechters, waarin verkozen faculteitsafgevaardigden zetelden. Daarna kon men zich nog tot de paus wenden.

## Voetnoten
1. ↑  Concessio privilegiorum ac cessio jurisdictionis ducae Brabantiae (Universiteitsarchief KU Leuven, Fonds Oude Universiteit, ms. 6)
2. ↑  (fr) M.D. Lanoye, "Suppôt ou bourgeois à Louvain: une frontière contestée" in: Revue du Nord, 2003, nr. 1, p. 190-191. DOI:10.3917/rdn.349.0183